# Parnassius schultei
Parnassius schultei är en fjärilsart som beskrevs av Weiss och Michel 1989. Parnassius schultei ingår i släktet Parnassius och familjen riddarfjärilar. Inga underarter finns listade i Catalogue of Life.